# Bitiškių ežeras
Bitiškių ežeras este o arie protejată (arie specială de conservare — SAC, sit de importanță comunitară — SCI) din Lituania întinsă pe o suprafață de 37,8 ha, integral pe uscat.

## Localizare
Centrul sitului Bitiškių ežeras este situat la coordonatele 54°40′11″N 24°50′38″E / 54.6697°N 24.844°E.

## Înființare
Situl Bitiškių ežeras a fost declarat sit de importanță comunitară în aprilie 2004 pentru a proteja 2 specii de animale. Situl a fost protejat și ca arie specială de conservare în ianuarie 2021.

## Biodiversitate
Situată în ecoregiunea boreală, aria protejată conține 2 habitate naturale: Mlaștini turboase de tranziție și turbării mișcătoare, Mlaștini împădurite.
La baza desemnării sitului se află mai multe specii protejate:
- mamifere (1): vidră de râu (Lutra lutra)
- nevertebrate (1): Graphoderus bilineatus

Pe lângă speciile protejate, pe teritoriul sitului au mai fost identificate 1 specie de păsări.